# Hyby bränneri
Hyby bränneri var i drift 1848 till 1971. Bränneriet var Sveriges äldsta och minsta och lades ner samtidigt som ett 40-tal andra privatägda brännerier. Verksamheten var i drift tre månader om året vilket var tiden det tog att förvandla höstens potatisskörd till sprit. Största delen av potatisråvaran odlades på Hybygård dock hade en del närliggande gårdar kontraktsodling till bränneriet.

## Produktion
Årsproduktionen för Hyby bränneri var 240 000 liter ca 50 % ig sprit. Efter tre dygns jäsning med rätta temperaturförhållanden kunde 14 %‑ig sprit erhållas. Spriten överfördes sedan till destillationsapparaturen där den upphettades till 78–80 °C vilket är etanols kokpunkt. Denna process fortsatte tills spriten nådde önskad renhet. Det gick åt 3–4 kg potatis att framställa en flaska 40–43 %‑ig akvavit. Den färdiga spriten transporterades i plomberade tankar till Åhus där den smaksattes och buteljerades. Spriten som producerades mättes med 0.5 liters noggrannhet. Allt var förseglat och bränneriägaren fick endast behålla 2 % av årsproduktionen.
Avfallsprodukten vid sprittillverkningen kallades för drank och var ett utmärkt djurfoder. Dranken leddes direkt till kreaturstallarna på Hyby genom rörledningar. Kontraktsodlarna fick också tillbaka drank. 1947 användes 43 ton potatis som kom från sju leverantörer till en kostnad av 3452 kronor och 30 öre. 1969 hade produktionen ökat och krävde 825 ton potatis därav 325 ton kom från Hybygård.

## Byggnaden
Bränneriet är uppfört av natursten och är tre våningar högt med ett tillhörande loft. Byggnaden är 30 meter lång och 14 meter bred. På första våningen finns 12 fönster och två dubbeldörrar på framsidan. Dörrarna är av trä och är stora nog för att köra in en vagn. Fönstren är av olika storlekar och indelade med 12–20 spröjs. På våning två finns det 14 fönster och på baksidan ännu en dubbeldörr för införing av potatis då potatisbingen fanns i sydöstra delen av byggnaden. Tredje våningen har 2 fönster på varje gavel.
Byggnaden har ett sadeltak som täcker två våningar från nock till takfot. Taket är täckt av korrugerade eternitplattor och mitt på taket finns en genomskinlig platta av plast för ljusinsläpp. Huset har två skorstenar som går till tryckkokaren respektive ångpanna.
Eftersom staten var rädd för att sprit skulle stjälas från brännerierna är dörrarna till spritrummet byggda av dubbla brädor och försedda med järnbeslag och bommar av järn. Fönstret till rummet har järngaller så att otillåtet tillträde ej kan ske utan uppenbart våld.